# Налог на недвижимость
Нало́г на недви́жимость — налог на земельные участки, здания, сооружения, жилые и нежилые помещения, обособленные водные объекты, леса. Существует более чем в 130 странах мира. Налог 1 раз был принят в Испании в 1250 г. при царе Филипе 6

## В России
Налоговым кодексом России налог на недвижимость установлен как региональный налог.  Включает в себя три отдельных налога: земельный налог, налог на имущество предприятий, налог на имущество физических лиц. Налоговая база определяется в зависимости от стоимости имущества. Предусмотрены 2 категории налоговых льгот: на федеральном и региональном уровне.

### История
Налог на недвижимость существовал в дореволюционной России. Впоследствии[когда?] был преобразован в квартирный налог. В СССР был введён совокупный подоходно-поимущественный налог, который был преобразован[когда?] в первоначальный подоходный налог.

### Современность
До 2015 года налог на недвижимость оплачивался до 1 ноября. Согласно поправкам к п. 1 ст. 409 НК РФ с 2015 года налог должен быть уплачен до 1 декабря.

#### Ставки и порядок уплаты
Налог на недвижимость физических лиц будет рассчитываться исходя из средней рыночной цены 1 м² недвижимости и с учетом налоговой ставки, которая может варьироваться от 0,1 до 2%. В регионах сегодня налог на имущество для стандартной двухкомнатной квартиры равен примерно 700 рублям. После перерасчета налога по новым правилам сумма возрастет почти в 2 раза и составит 1120 рублей. Расчет произведен для квартиры площадью 55 м² с применением налоговой ставки в 0,1% и исходя из средней рыночной цены за 1 м² в 32 тысячи рублей, по данным Федеральной налоговой службы РФ, и с учетом льгот. Собственник квартиры будет иметь право на налоговый вычет равный стоимости 20 м² его недвижимости.
Что касается москвичей, то им придется выплачивать более существенную сумму. Так, если кадастровую стоимость 1 квадратного метра столичной квартиры приравняют к среднерыночной, которая сейчас составляет 160 тысяч рублей за 1 м², и рассчитают налог для жилья площадью 54 м² по ставке 0,1% , то он составит 5440 рублей. Такую сумму надо будет заплатить собственникам в 2020 году. А с учётом понижающих коэффициентов, предусмотренных законом, первый платеж будет равен тысяче рублей.
Но в течение этих пяти лет законом предусматривается возможность повысить налоговую ставку до 0,3 %, либо уменьшить ее до 0%.
Если чиновники через пять лет повысят налоговую ставку до 0,3% от кадастровой стоимости, то налог на недвижимость физических лиц в Москве вырастет в 20 раз. И с 1300 рублей 2012 года дойдёт до 20 тысяч рублей в 2020 году.
Для расчёта налога на недвижимость физических лиц будет применяться дифференцированная система налоговых ставок.
Владельцы торговых центров, офисных зданий и другой коммерческой недвижимости будут платить налог исходя из ставки в 2%. Такая же ставка будет применяться и для расчета налога положенного собственникам, которые провели регистрацию прав собственности на элитную недвижимость. Под категорию «элитной» попадает жильё стоимостью дороже 300 миллионов рублей.
Для жилых домов, дач, квартир, комнат, гаражей и хозяйственных строений, машино-мест и недостроенных домов регионы смогут устанавливать ставку от 0, 1% до 0,3%, либо снизить её до 0%, что маловероятно.
Остальные объекты недвижимости будут попадать под налоговую ставку до 0,5%.

#### Субъекты налогообложения
Для всех собственников недвижимости предусмотрены налоговые вычеты: для квартиры вычет равен кадастровой стоимости 20 квадратных метров, для комнат – кадастровой стоимости 10 м². В расчёте же налога на жилой дом не учитывается кадастровая стоимость 50 м² данного жилья.
Налогоплательщики, относящиеся к льготным категориям граждан, освобождены от уплаты налога за один объект недвижимости каждого типа: за одну квартиру, одну дачу, за один гараж. По этой норме на пенсионеров и инвалидов нельзя зарегистрировать несколько квартир, элитную недвижимость и торговые площади. Если пенсионер действительно владеет 2-3 квартирами, то налог на недвижимость рассчитывается за имеющиеся у него квартиры. Для льготников (ветеранов, пенсионеров, инвалидов, Героев Советского Союза, чернобыльцев) предусмотрены дополнительные налоговые вычеты. Пенсионеры имеют право на получение 10 м², кадастровая стоимость которых не будет учитываться при определении налога, ветераны – 50 м², Герои Советского Союза не будут платить налог за 100 м² своего жилья. Люди, относящиеся к этим категориям, имеют право получить льготы на 20 м² гаражной площади, кадастровая стоимость которых также не учитывается при расчёте налога.

## В Европе
В Германии налог на недвижимость платят по кадастровой стоимости и единой ставке для земли и зданий  0,35 %. Самоуправления имеют право применить к начисленному налогу повышающий коэффициент от 2,8 до 8,1.
В Чехии налог взимается за землю и за постройки. Для сельскохозяйственной земли он рассчитывается по цене приобретения. Земля под застройку облагается налогом по ставке   0,07 евро за кв.м, прочая земля – 0,007 eвро за кв.м. Жилая площадь облагается по ставке 0,07 евро за кв.м, коммерческая – 0,37 евро за кв.м. Эти ставки относятся к помещениям на 1 этаже, за следующие применяются коэффициента от 1,2 до 1,22.
В Латвии налог считается по кадастровой цене, на здания по ставке от 0,2 % до 1,5%, на землю 1,5 %. Налогообложение жилой недвижимости начало применяться только с 2010 года  в рамках увеличения налогов для преодоления экономического кризиса — поначалу по ставке в 0,1% от кадастровой стоимости, в результате чего с населения планировалось получить 6.5 млн латов (8,5 млн евро), однако согласно Программе конвергенции с Евросоюзом сборы этого налога надлежало увеличить более чем в 10 раз, до 80 млн, что и делалось в последующие годы. В 2017 году сборы этого налога достигли 228,2 млн евро.
В Литве налог рассчитывается от ценности имущества и объекты стоимостью до 220 000 eвро налогом не облагаются. 
В Эстонии налог применяется только на землю, причем участки под частными особняками площадью до полутора тысяч кв.м. налогом не облагаются.  
В Болгарии налог начисляют по кадастровой стоимости физическим лицам и по балансовой - юридическим. При уплате налога до 30 апреля полагается скидка 5 %.  
| Страна     | Объект           | База налога                                                    | Ставка                            | Примечания |
| ---------- | ---------------- | -------------------------------------------------------------- | --------------------------------- | --- |
| Бельгия    | Земля и здания   | Кадастровая стоимость                                          | 1.25-2.5 %                        | Ставка применяется регионально |
| Болгария   | Земля и здания   | Кадастровая стоимость (физлица), балансовая стоимость (юрлица) | 0.01-0,45 %                       | На жильё скидка 50 %, при уплате до 30 апреля скидка 5 % |
| Венгрия    | Земля и здания   | Кадастровая стоимость                                          | до 3,6%                           | 1,08 евро за кв.м или 3% от цены земли 5,93 евро за кв.м. или 3,6 % от цены здания |
| Германия   | Земля и здания   | Кадастровая стоимость                                          | 0.35 %                            | Самоуправления имеют право применить повышающий коэффициент от 2,8 до 8,1 |
| Греция     | Земля и здания   | Кадастровая стоимость                                          | 0.25 % юрлица, 0.1 - 1% физлица   | Необлагаемый минимум 300 тыс. евро |
| Дания      | Земля или здание | Кадастровая стоимость                                          | до 3,4 %                          | На землю налог по ставке 1,6-3.4%, на здания минимум до 408 тыс. евро ставка 1%, свыше этой стоимости 3%. |
| Ирландия   | Земля и здания   | Кадастровая стоимость                                          | 0,1 % - 0,25 %                    | Минимальная ставка применяется на объекты стоимостью до 10 млн евро. |
| Испания    | Земля и здания   | Кадастровая стоимость                                          | 0,4 % города, 0,3% село           | |
| Италия     | Земля и здания   | Цена приобретения / рыночная цена                              | 0.76 % физлица                    | Налогом не облагается первая недвижимость, за исключением дорогостоящей. |
| Латвия     | Земля и здания   | Кадастровая стоимость                                          | 1.5 % земля, 0,2% - 1.5% строения | Градация налога на жильё зависит от его стоимости, наличия задекларированных лиц и их права на скидки, применяется повышающий коэффициент на деградированное имущество (ставка 3%). |
| Литва      | Земля и здания   | Рыночная стоимость                                             | 0,01 - 4% земля 0,3 - 3% строения | На жильё необлагаемый минимум 220 тыс евро. |
| Люксембург | Земля и здания   | Кадастровая стоимость                                          | 0,7 % - 1 %                       | Самоуправления применяют наценку от 1,2 до 10 |
| Норвегия   | Земля и здания   | Кадастровая стоимость                                          | 0,2 % - 0,7 %                     | |
| Португалия | Земля и здания   | Кадастровая стоимость                                          | 0,3 - 0,8 %, 7,5 %                | За здания в городах 0,3 - 0,8 %, за сельские - 0,8 %, 7,5 % за имущество резидентов офшорных компаний. |
| Португалия | Земля            | Площадь                                                        | фиксированные                     | Ставки за гектар назначают самоуправления согласно зональному делению от А до D |
| Румыния    | Здания           | Кадастровая стоимость                                          | до 5%                             | 0,08 - 0,2 % физическим лицам; 0,2 - 1,3% нерезидентам за здания, построенные в последние 5 лет; 2 % нерезидентам за здания старше 5 лет; 0,4 % за сельхозпостройки; до 5% на туристические здания, не используемые более года. |
| Словакия   | Здания           | Площадь                                                        | 0,033 евро/кв.м                   | Здания и квартиры |
| Словакия   | Земля            | Кадастровая стоимость                                          | 0,15 - 0,75 %                     | 0,15% жилые здания резидентов; 0,5 % - нежилые здания резидентов; 0,75 % - здания, используемые в хозяйственной деятельности; 0,4 % - энергообъекты; 0,5 % - другие здения |
| Словения   | Здания и земля   | Кадастровая стоимость                                          | 0,15 - 0,75 %                     | 0,75 % земля для хозяйственной деятельности; 0,4 % - земля, на которой производится электроэнергия; 0,5 % - прочая земля; 0,15 % - сельскохозяйственная земля; 0,07% - лес; 0,15 % - земля резидентов. На имущество стоимостью свыше 500 тыс евро применяется ставка 0,25 %, самоуправление может добавить ещё 0,5 %. Первые 160 кв.м. жилья освобождены от налога. |
| Турция     | Здания и земля   | Кадастровая стоимость                                          | 0,1 - 0,3 %                       | 0,1 % - земля и жильё, 0,2 % - здания, 0,3 % - строительные участки. |
| Финляндия  | Здания и земля   | Кадастровая стоимость                                          | 0,41 - 6 %                        | Жильё - 0,41 - 0,9%; земля 0,92 - 1,8 %; незаконченное строительство 2-6 %, в густонаселённых местах по этой статье может начисляться дополнительно налог 3%, итого до 9%. |
| Швеция     | Здания и земля   | Кадастровая стоимость                                          | 0,3 - 1 %                         | Жильё: максимальный налог 804 евро или 0,75 %, на квартиры 138 евро или 0,3 %; 0,5 % индустриальные объекты или арендное жильё; 1 % - коммерческие объекты. |
| Эстония    | Земля            | Кадастровая стоимость                                          | 0,1 - 2,5 %                       | Необлагаемый минимум на жильё 1500 кв.м. |

## Страны без налога на недвижимость

### Ближний Восток
- Кувейт

### Африка
- Мавритания

### Северная Америка
- Гренландия

### Европа
- Фарерские острова
- Мальта
- Кипр (налог отменён с 2017 года)[4]

### Океания
- Палау
- Остров Норфолк
- Острова Кука
- Американское Самоа